# Hase (Wappentier)

Wolfsburg-Neindorf

Hase in Horgenzell-Hasenweiler, als Männchen machend blasoniert

Der Hase ist als Wappentier in der Heraldik eine gemeine Figur. 

## Beschreibung
Ob Hase oder Kaninchen ist von der Haltung im Wappen abhängig.
Erkennbar ist der Hase an seinen langen, oft aufgestellten Ohren. Auch die gestreckte Körperform ist erforderlich. Dabei wird das Tier im schnellen Lauf dargestellt. Oft ist nur der Kopf im Wappen, gelegentlich auch in zwei- oder dreifacher Anzahl. Drei Tiere werden auch im Dreipass gestellt. Das erfolgt in Anlehnung an das Maßwerk des sogenannten Hasenfensters im Paderborner Dom.
Der Hase kann im Wappen auch zu einem Kaninchen mutieren. Es sollte aber auch dann als solches beschrieben werden. Erkennbar ist es an der typischen Sitzhaltung als Hauptunterschied zum Hasen und dessen langen, oft aufgestellten Ohren.
Die grundsätzliche Ausrichtung bei beiden ist, wie bei den anderen Wappentieren, nach heraldisch rechts. Heraldische Tinkturen sind beim Hasen oder Kaninchen nicht beschränkt. Ihm werden teilweise auch eine Rübe oder anderes Knabberwerk in die Vorderläufe gelegt. Das ist auch bei der Wappenbeschreibung zu melden.
Beide können im Wappenschild, aber auch im Oberwappen auftreten. Eine Besonderheit ist der fischgeschwänzte Hase. Bei dieser fiktiven Figur wird das Hasenhinterteil durch einen Fischschwanz ausgetauscht.

## Beispiele

Kahl am Main: Laufender Hase, bezugnehmend auf Sandhase (Ortsneckname)
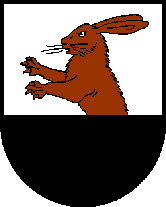
Königswiesen: Wachsend in Naturfarbe
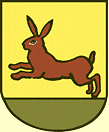
Hase im Wappen von Saitz
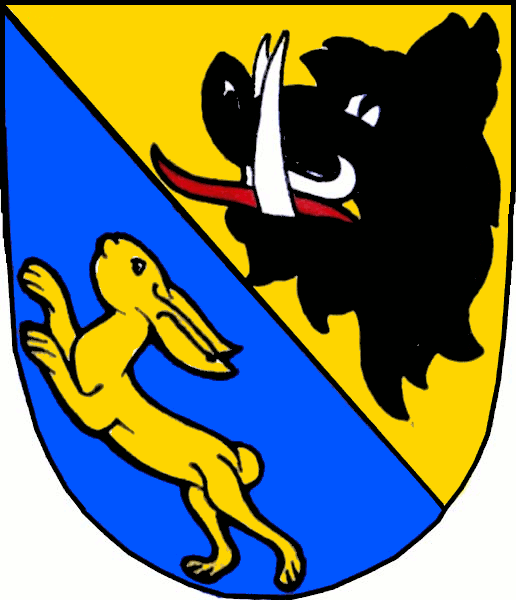
Hase im Wappen von Hasenhof
Hasenkopf im Wappen von Reilingen
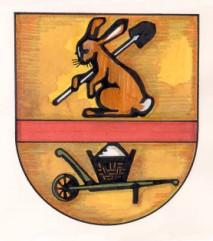
Stahe/Niederbusch (vom örtlichen Verein Stöher Sankhase)
Unteröwisheim: Hasenkopf, hinterlegt mit Abtsstab
Fischgeschwänzt im Wappen von Parchwitz

Drei-Hasen-Wappen
Anjeux
Corbenay
Hasloch
Paul-Werner Scheele
Philippe Ballot

## Beispiel für redendes Wappen
Da der Hase sich für den Familiennamen Hase als redendes Wappentier eignet, ist er auf vielen Bürgerwappen in dieser Absicht zu finden. Dabei ist mehr die Aussprache als die Schreibweise bestimmend. So ist es auch möglich: Haase, Hahse, Has oder Haas. 

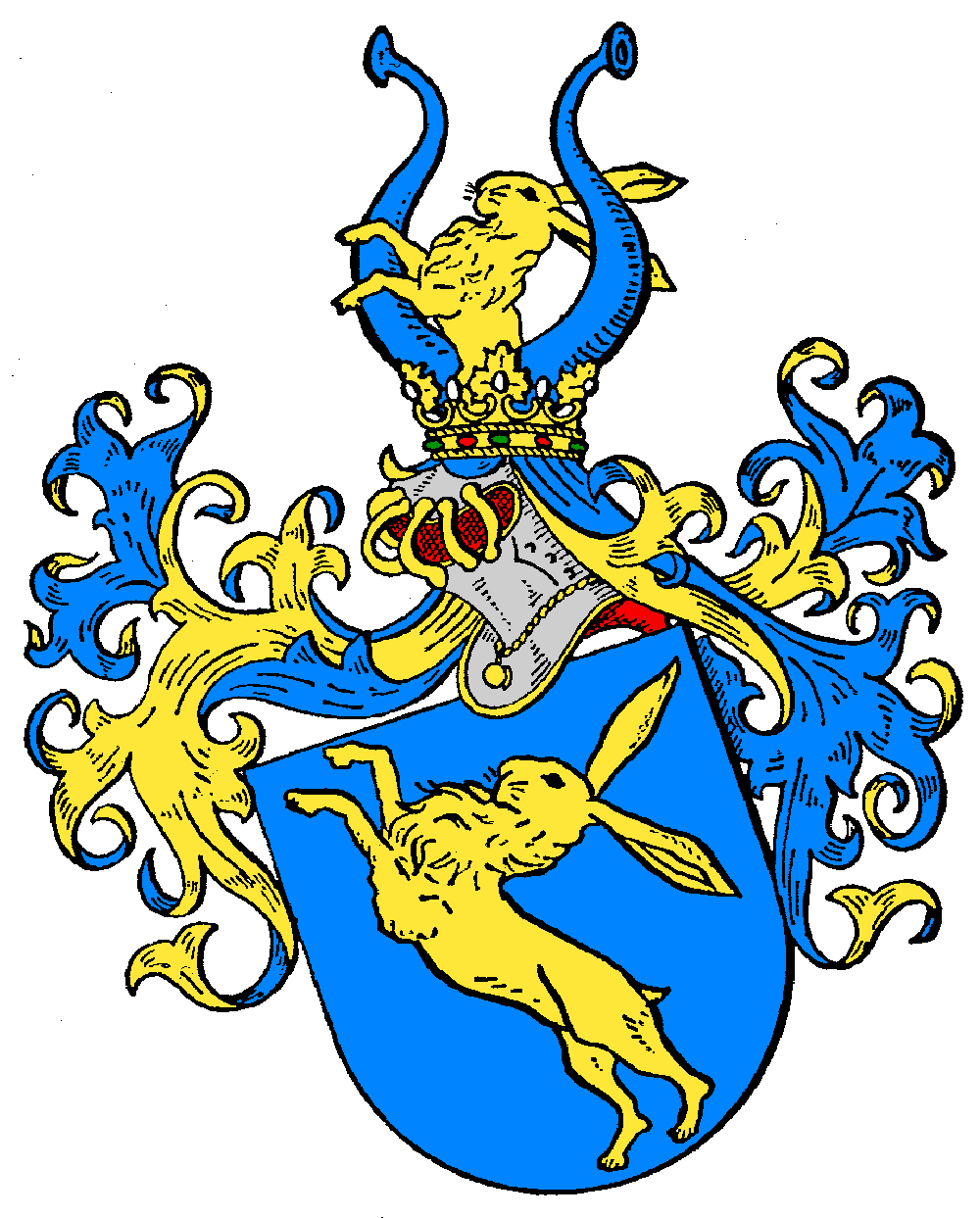
Paul von Hase
Haßfurt
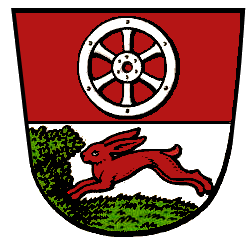
Haßloch (Rüsselsheim am Main): Oben im Wappen das Mainzer Rad, unten ein laufender Hase.
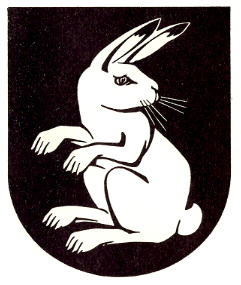
Hosenruck TG: Widersehend